# ایچیرو فوناکوشی
ایچیرو فوناکوشی (انگلیسی: Eiichiro Funakoshi؛ زادهٔ ۲۱ ژوئیهٔ ۱۹۶۰) بازیگر، و شخصیت‌های تلویزیونی در ژاپن اهل ژاپن است.